# 멩리 1세 기라이
멩리 1세 기라이(Meñli I Giray, 1445년 ~ 1515년)는 크림 칸국의 칸이며, 하즈 기라이의 여섯 번째 아들이다.

## 약력
선왕이었던 하즈 기라이가 사망하자 아들들은 칸국의 왕위를 두고 다투었다. 카파의 제노바 상인들이 그의 경쟁자이자 형제를 그 투쟁 중에 포로로 잡는 바람에 결국 부분적으로 왕위 쟁탈전에서 이겼다.
하지만 1475년, 오스만의 대 와지르 게디크 아흐메드 파샤는 300척의 함선과 40,000명의 군사로 흑해 북부를 공격하여, 제노아의 무역 거점인 카파를 점령한 후 아조프 해로 진입하여 아조프 성과 멘퀴브(Menküb) 성을 차지했다. 그리하여 이탈리아인들이 지지했던 멩리 기라이는 생포되어 콘스탄티노플로 압송되었고 2년 동안 억류를 당하게 된다. 크림 칸국이 오스만 제국의 보호국이 되기로 합의하자 풀어주게 되었고 그 덕분에 왕위를 유지할 수 있었다.
1502년 수도인 사라이를 약탈하고 킵차크 칸국을 멸망시켰고 칸 지위를 빼앗았다. 그리고 백성 대부분을 사로잡았고 크림 칸국으로 이주시켰다. 멩리는 킵차크 칸국을 견제하기 위해 이반 3세와 우호적인 관계를 맺고 킵차크 칸국이 멸망한 이후에도 우호적인 관계를 유지하였다. 멩리는 1511년 당시 트레비존드의 총독이던 셀림 1세를 지지했다.

## 가족관계
멩리는 메흐메드 1세과 사힙 1세 기라이의 아버지이다.